# Wallis Annenberg Building
Das Wallis Annenberg Building (früher: 160th Regiment State Armory und Exposition Park Armory) ist ein Gebäude in der US-amerikanischen Metropole Los Angeles im Bundesstaat Kalifornien.
Das Wallis Annenberg Building wurde 1912 errichtet und diente als Waffenkammer für das 160th Infantry Regiment zwischen dem Ersten und Zweiten Weltkrieg. Während der Olympischen Sommerspiele 1932 wurden im Gebäude die Wettkämpfe im Fechten sowie das Fechten im Modernen Fünfkampf ausgetragen.
1961 wurde die Waffenkammer aufgegeben und das Gebäude wurde zum Sitz des Kuratoriums der California State Colleges. Noch in den 1960er Jahren wurde das Gebäude zum California Museum of Science and Industry, welches bis 1990 bestand. Heute ist es ein Nebengebäude des California Science Center.